# Brian Barlow
Brian Barlow (* 21. Juli 1952 in Belleville, Ontario) ist ein kanadischer Jazzmusiker (Schlagzeug, Perkussion, auch Gitarre, Komposition), der in seiner 50-jährigen Karriere auf mehr als 500 Alben tätig war. Teilweise wirkte er als Brian Leonard.

## Leben und Wirken
Barlow arbeitete hauptsächlich als Studiomusiker in Toronto, etwa mit Ringo Starr, Alanis Morissette, Bob Seger, k.d. Lang, Randy Bachman, Charlie Watts, Shania Twain, Ella Fitzgerald, Harry Connick Jr., Tony Bennett, Mel Tormé, Joe Williams, Bobby McFerrin, The Pointer Sisters, Gino Vannelli, Eartha Kitt, Paul Shaffer, Roberta Flack und vielen anderen. Er spielte mit dem Toronto Symphony Orchestra, dem Canadian Opera Company Orchestra, dem National Arts Centre Orchestra, dem Hamilton Philharmonic Orchestra, dem Victoria Symphony und dem Esprit Orchestra. Als Theatermusiker wirkte er u. a. in den Torontoer Produktionen von Rent, Blood Brothers, Crazy for You, The Lion King und Spamalot.
Siebzehn Jahre lang gehörte Barlow (unter dem Pseudonym Brian Leonard) als Schlagzeuger bei Rob McConnell & The Boss Brass. Als Mitglied dieser Gruppe wurde er für sechs Grammy Awards nominiert und gewann 1995 diese Auszeichnung. Er leitete auch eine eigene Bigband.
Barlow ist auch als Produzent und Komponist tätig. Zwei seiner ausgedehnten Chorwerke, There Was Setting, There Was Dawning und Reflections & Improvisations on Mass for 4 Voices, wurden in Kanada und den USA mehrfach aufgeführt. Er hat auch Ballettmusiken wie Trace (2005) und Necessary Velocity (2007) geschaffen.
Barlow ist einer der Gründer und künstlerische Leiter des Prince Edward County Jazz Festivals und seit 1999 künstlerischer Leiter der Jazz Vespers in der Christ Church Deer Park in Toronto.
Barlow ist mit der Sängerin Judy Tate verheiratet. Die Jazzsängerin Emilie-Claire Barlow ist ihre gemeinsame Tochter; mit ihr leitete er das Oktett Barlow Group.

## Preise und Auszeichnungen
1999 wurde Barlow bei den National Jazz Awards als Perkussionist des Jahres ausgezeichnet; weiterhin war dort 2006 als „Jazzschlagzeuger des Jahres“ nominiert, 2007 als „Arrangeur des Jahres.“ Weiterhin ist er auf vielen Aufnahmen zu hören, die für die Juno Awards nominiert und mit einem Juno Award ausgezeichnet wurden.

## Diskographische Hinweise
- Barlow, Botos & Alexander: Barlow, Botos & Alexander Play Monk (Rhythm Tracks 2018)